# Адухова, Марьям
Марьям Адухова (род. 1973, Махачкала, Дагестанская АССР, РСФСР, СССР) — российская спортсменка, специализируется по карате кумите, трёхкратная чемпионка и обладательница Кубка России. Мастер спорта России международного класса.

## Спортивная карьера
Спортивную карьеру начал в 1992 году в Махачкале под руководством тренера Омар Муртазалиев в спортивном клубе «Кемпо». Трижды становилась чемпионкой России и обладателем Кубка России. В составе сборной России являлась участником чемпионата мира 1996 и чемпионата Европы 1997 года. На чемпионате России 1999 года в весовой категории свыше 60 кг заняла второе место, а в открытой весовой категории третье место, также в составе сборной Дагестана заняла второе место на командных соревнованиях.

## Спортивные достижения
- Чемпионат России по карате 1995 — ;
- Кубок России по карате 1996 — ;
- Кубок России по карате 1997 — ;
- Чемпионат России по карате 1997 — ;
- Кубок России по карате 1998 — ;
- Чемпионат России по карате 1998 — ;
- Чемпионат России по карате 1999 — ;
- Чемпионат России по карате 1999 — ;
- Чемпионат России по карате 1999 (команда) — ;
- Чемпионат России по карате 2000 — ;
- Чемпионат России по карате 2000 — ;

## Личная жизнь
В 1987 году окончил школу № 11 в Махачкале. В 1991 году окончила Дагестанский медицинский колледж в Каспийске.